# Ronaldo Dimas
Ronaldo Dimas Nogueira Pereira (Frutal, 27 de abril de 1961) é engenheiro civil, formado pela Universidade de Uberaba, e empresário filiado ao Partido Liberal (PL).

## Biografia
Um dos fundadores e primeiro presidente do Sindicato da Indústria da Construção Civil do Estado do Tocantins - SINDUSCON-TO (1992-1997). 
Também presidente, esteve à frente da Federação das Indústrias do Estado do Tocantins - FIETO, do SESI e SENAI Tocantins por dois mandatos (1997-2003). 
Foi diretor e conselheiro fiscal da CNI - Confederação Nacional da Indústria (1998-2004).
Eleito deputado federal em 2002, exerceu o mandato na legislatura de 2003 a 2007.
Em 2008 disputa pelo PSDB a prefeitura de Araguaína pela primeira vez, ficando em segundo lugar sendo derrotado pelo então Deputado estadual Valuar Barros do DEM.
Membro do Conselho Administrativo da Companhia de Desenvolvimento Urbano e Habitacional do Estado de São Paulo (2008-2010), a maior companhia habitacional da América Latina. 
Secretário das Cidades e Desenvolvimento Urbano (2011-2012) no Governo do Estado do Tocantins. 
Em 2012 na segunda tentativa de chegar ao cargo de Prefeito de Araguaína foi eleito Prefeito da cidade ao derrotar a ex prefeita valderez castelo branco do PP complicado o mandato de 2013 a 2016.
Em 2016 foi reeleito e permaneceu no cargo até o final de 2020.